# Comarca de Ávila

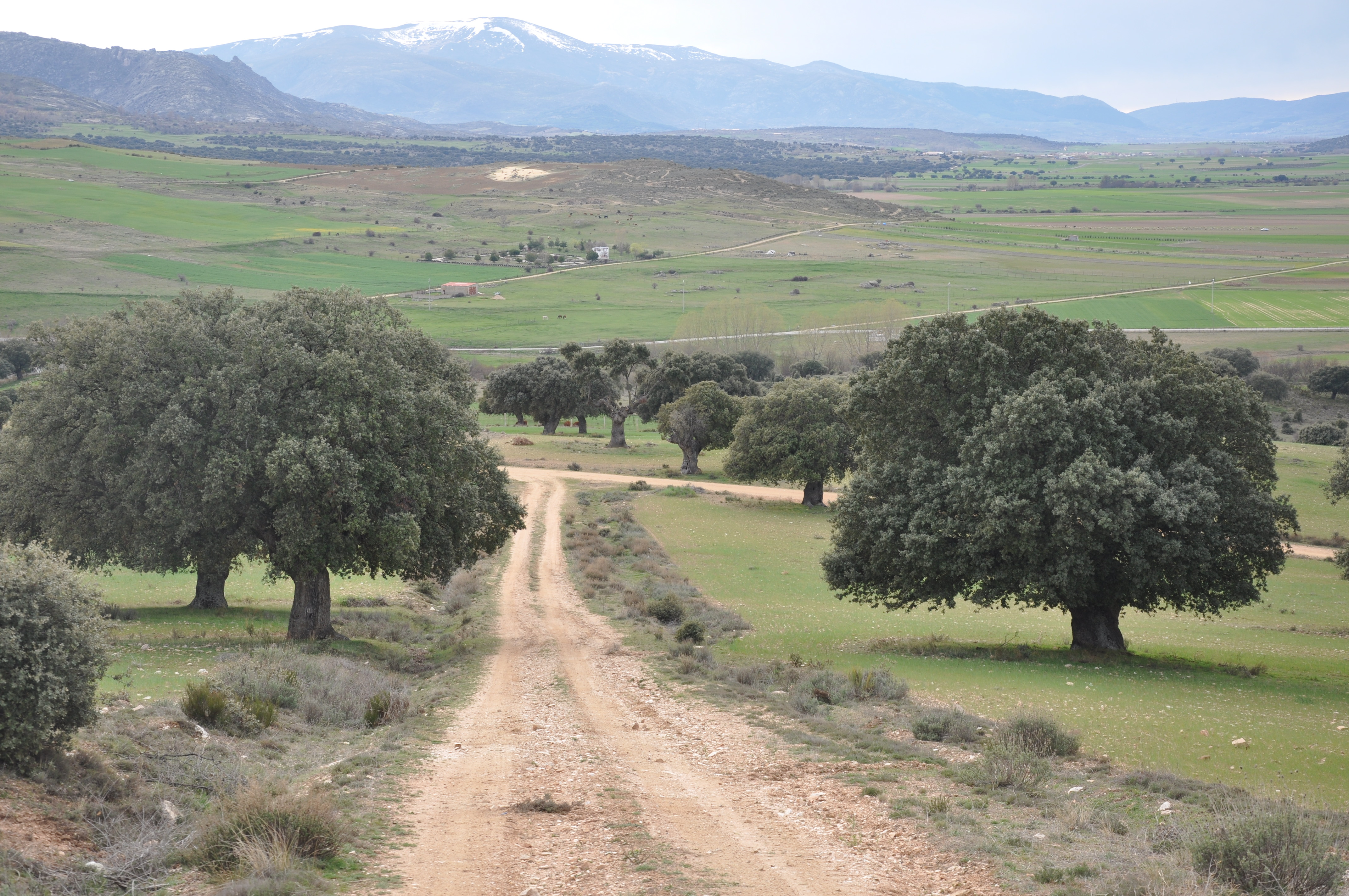
Valle de Amblés y La Serrota en la Comarca de Ávila; escenarios donde se rodaron las escenas de la Rueda del Dolor en Conan el Bárbaro, en 1981

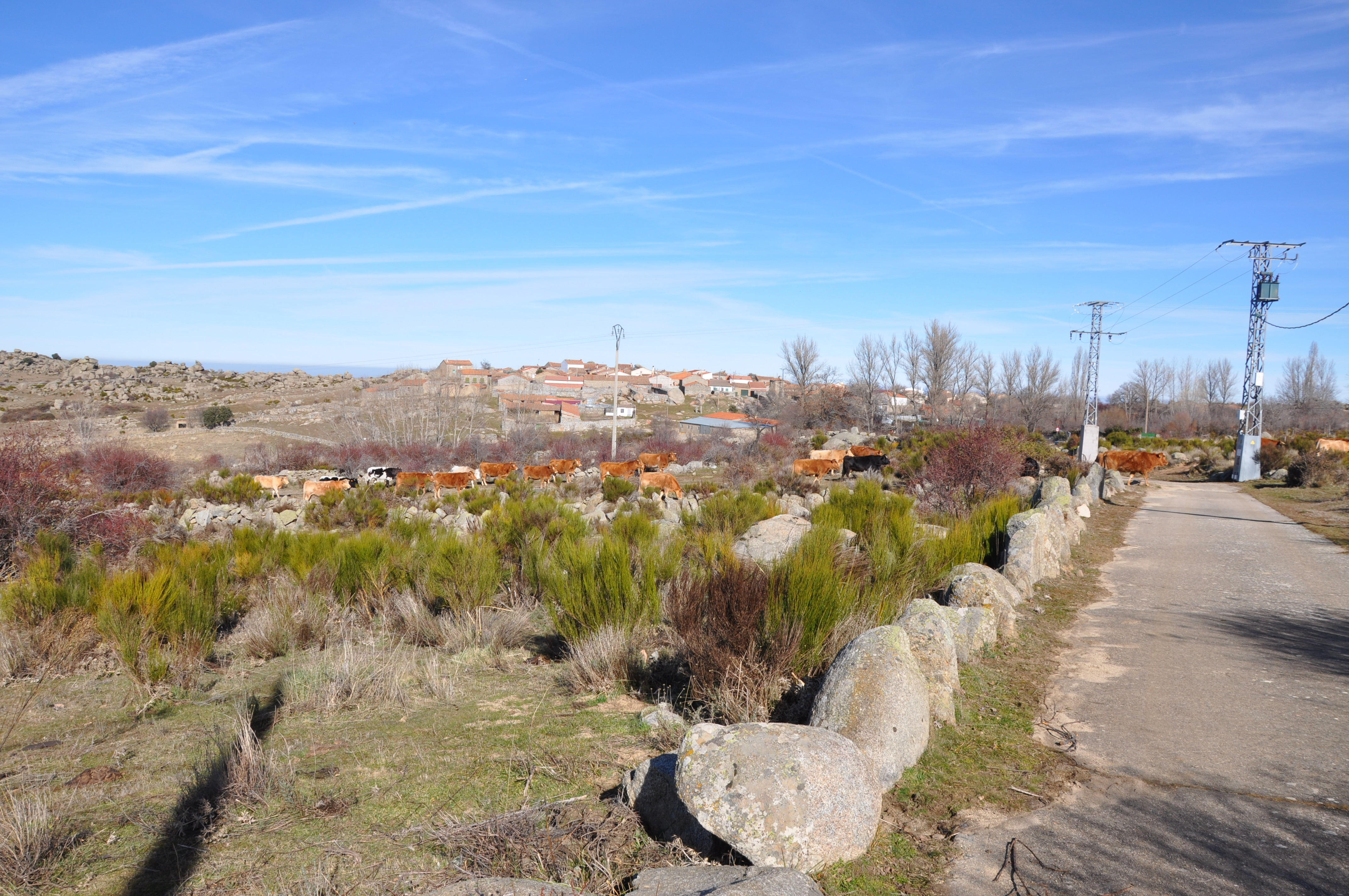
Gallegos de Altamiros en la Sierra de Ávila, Comarca de Ávila

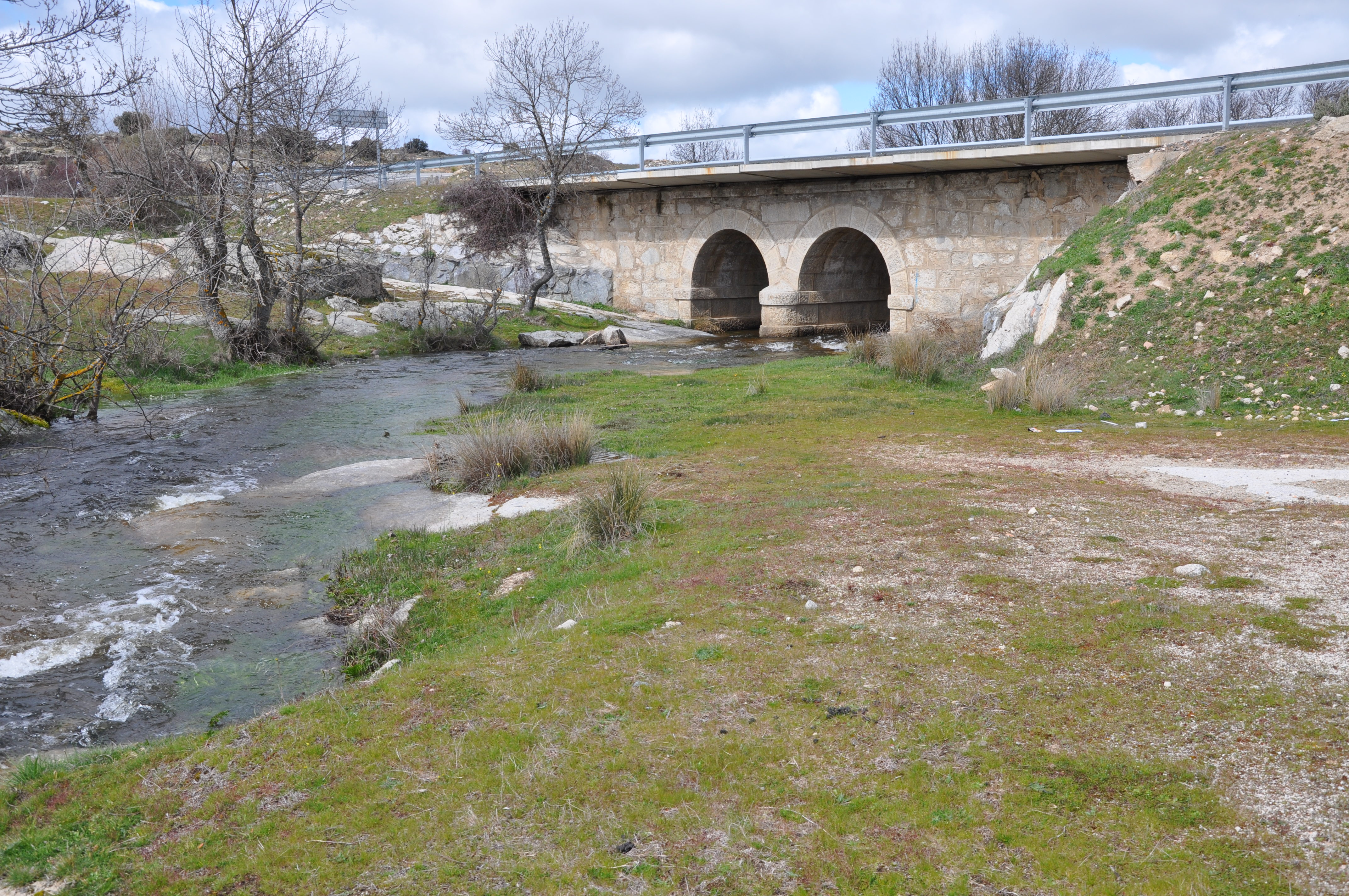
El río Margañán cerca de Cabezas del Villar

La Comarca de Ávila es una comarca de la provincia de Ávila,  compuesta  por el Valle Amblés,  la Sierra de Ávila y una pequeña zona de la Alta Moraña. Limita al norte con La Moraña, al sur con la  Comarca de Burgohondo - El Tiemblo - Cebreros  (Valle del Alberche y Tierra de Pinares), al oeste con la comarca de El Barco de Ávila-Piedrahíta, y con la Tierra de Peñaranda  y  al este  con la comarca de la Campiña segoviana y Villacastín. La capital de la comarca es Ávila.

## Geografía
En la comarca se encuentra parte del espacio natural protegido de las Sierras de la Paramera y Serrota, perteneciente a la red de espacios naturales de  Castilla y León. Y los   LIC (Lugar de importancia comunitaria) y ZEPA (Zona de especial protección para las aves) de los Encinares de la Sierra de Ávila y los Encinares del río Adaja y Voltoya.
Algunos de los  ríos que recorren la comarca son el Adaja, el Voltoya, el Arevalillo, y el Almar.

## Economía
El cultivo que más se han extendido en los últimos años ha sido el de plantón de fresas en la zona de Niharra y Blacha, para su envío en el otoño a la zona fresera de Huelva.
También tiene mucha importancia en la comarca la industria chacinera y de la Carne de Ávila, con  Indicación Geográfica Protegida de carne de vacuno autorizada en el año 1988, con mataderos en La Torre, Muñana y Muñogalindo 
La producción de queso de cabra y la miel de calidad es también destacada en pueblos de la Sierra de Ávila como Solana de Rioalmar y Cillán. Y en la Alta Moraña cooperativas agroalimentarias en  San Pedro del Arroyo.

## Turismo
Patrimonio cultural
- Ávila, ciudad patrimonio de la Humanidad
- Dolmen del Prado de las Cruces
- Túmulo de Los Tiesos
- Ermita de Nuestra Señora del Cubillo
- Cañada Real Leonesa Occidental
- Cañada Real Leonesa Oriental
- Cañada Real Soriana Occidental
- Castro de Ulaca, en  Solosancho
- Necrópolis de La Coba
- Los infiernos en Horcajuelo (Ávila)
- Santuario de Nuestra Señora de Las Fuentes
- Monasterio de Nuestra Señora del Risco
- Puente de los Cobos
- Villa romana de Pared de los Moros
- Villa romana de El Vergel
- Castro de los Castillejos (Sanchorreja)
- Castro de la Mesa de Miranda
- Castro de las Cogotas
- Castillo de Aunqueospese
- Castillo de Villaviciosa
- Castillo de Villatoro
- Obra del escultor vasco Agustín Ibarrola en la Dehesa de Garoza en Muñogalindo

La Comarca de Ávila, está formada por tres unidades fisiográficas, el  Valle de Amblés y la Sierra de Ávila, situadas en el centro de la provincia, y por otro lado lo que se conoce como La Moraña Alta. 
Municipios que la forman:
| Comarca de Ávila (Valle de Amblés y Sierra de Ávila) | Comarca de Ávila (Valle de Amblés y Sierra de Ávila) | Comarca de Ávila (Valle de Amblés y Sierra de Ávila) | Comarca de Ávila (Valle de Amblés y Sierra de Ávila) |
| ---------------------------------------------------- | ---------------------------------------------------- | ---------------------------------------------------- | ---------------------------------------------------- |
| Albornos                                             | Amavida                                              | Aveinte                                              | Ávila                                                |
| Las Berlanas                                         | Berrocalejo de Aragona                               | Blascomillán                                         | Blascosancho                                         |
| Brabos                                               | Bularros                                             | Cabezas del Villar                                   | Casasola                                             |
| Cardeñosa                                            | Cillán                                               | La Colilla                                           | Chamartín                                            |
| Diego del Carpio                                     | El Fresno                                            | Gallegos de Altamiros                                | Gallegos de Sobrinos                                 |
| Gemuño                                               | Gotarrendura                                         | Grandes y San Martín                                 | Herradón de Pinares                                  |
| Herreros de Suso                                     | La Hija de Dios                                      | Hurtumpascual                                        | Maello                                               |
| Mancera de Arriba                                    | Manjabálago y Ortigosa de Rioalmar                   | Marlín                                               | Martiherrero                                         |
| Mediana de Voltoya                                   | Mengamuñoz                                           | Mingorría                                            | Mironcillo                                           |
| Mirueña de los Infanzones                            | Monsalupe                                            | Muñana                                               | Muñico                                               |
| Muñogalindo                                          | Muñogrande                                           | Muñopepe                                             | Muñotello                                            |
| Narrillos del Rebollar                               | Narros del Puerto                                    | Niharra                                              | Ojos-Albos                                           |
| El Oso                                               | Padiernos                                            | El Parral                                            | Peñalba de Ávila                                     |
| Poveda                                               | Pozanco                                              | Pradosegar                                           | Riocabado                                            |
| Riofrío                                              | San Esteban de los Patos                             | San García de Ingelmos                               | San Juan de la Encinilla                             |
| San Juan del Olmo                                    | San Miguel de Serrezuela                             | San Pedro del Arroyo                                 | Santa María del Arroyo                               |
| Santa María del Cubillo                              | Santo Domingo de las Posadas                         | Santo Tomé de Zabarcos                               | Sanchorreja                                          |
| Salobral                                             | La Serrada                                           | Sigeres                                              | Solana de Rioalmar                                   |
| Solosancho                                           | Sotalbo                                              | Tolbaños                                             | Tornadizos de Ávila                                  |
| La Torre                                             | Valdecasa                                            | Vega de Santa María                                  | Velayos                                              |
| Villaflor                                            | Villatoro                                            | Vita                                                 |                                                      |